# Monumento a Joaquín de Cayzedo y Cuero
El Monumento a Joaquín de Cayzedo y Cuero es un monumento pedestre en honor al  prócer vallecaucano Joaquín de Cayzedo y Cuero, 2° presidente de las Ciudades Confederadas del Valle del Cauca fusilado en 1816 por las tropas realistas durante la etapa histórica de la reconquista de Colombia.
El monumento consiste en la imagen del prócer, de pie, abrazando la bandera patria. La escultura fue realizada en bronce fundido y descansa sobre un pedestal de cemento y mármol. Sobre el pedestal se encuentra una placa en mármol con la leyenda del monumento. En la parte trasera del pedestal se encuentra el Escudo del Valle del Cauca. El monumento está ubicado en la plaza dedicada al prócer mártir en la ciudad de Santiago de Cali.

## Historia

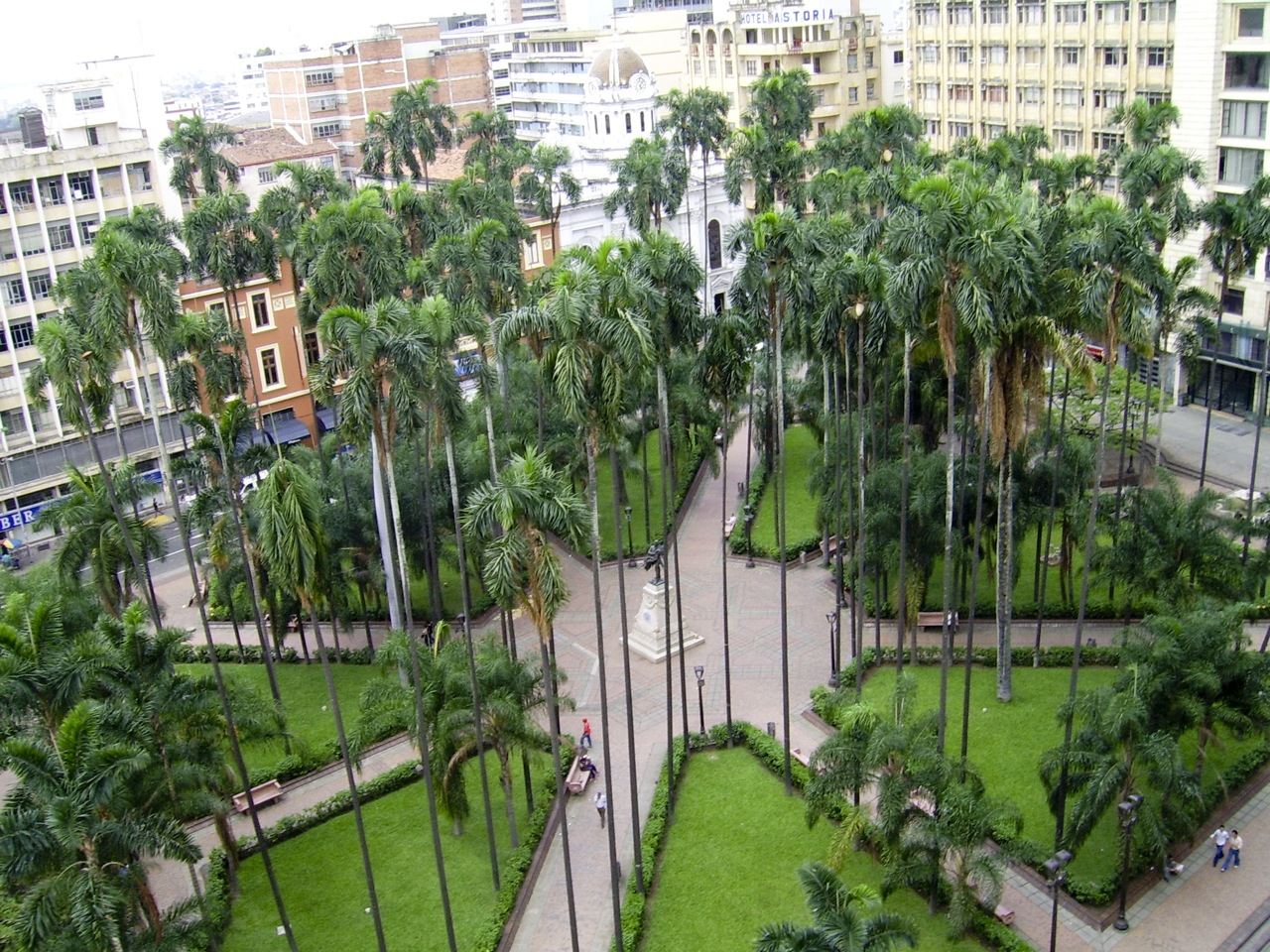
Plaza de Cayzedo, en el centro de la misma se encuentra la estatua del prócer vallecaucano.

Con ocasión de la celebración del primer centenario de la Independencia, la denominación de Santiago de Cali como capital del recién creado Departamento del Valle del Cauca, y la conmemoración del destacado papel que tuvo la ciudad en la gesta libertadora se decidió que la Plaza Mayor de la ciudad pasara a llamarse Plaza de Cayzedo y se planificó la edificación de una estatua en honor al prócer, la cual se erigiría el 26 de enero de 1913, por motivo del aniversario de su fusilamiento.
Para tal fin se recibieron varias donaciones y en 1911 se creó una comisión permanente para preparar y estudiar todos los detalles con el fin de instalar la estatua. Se fijaron unas condiciones para la contratación de quien realizaría la estatua, entre las que destacan que la misma debería ser realizada por un escultor extranjero de fama reconocida y que la altura de la estatua sin el pedestal, debería medir al menos 2,50 metros.
En primer lugar se contactó al escultor catalán Ismael Smith, el cual envió un boceto y una miniatura de la escultura, además del costo de la misma y las condiciones de pago por el trabajo. Sin embargo este primer bosquejo fue rechazado debido a que la Junta consideró que éste no colmaba las expectativas del trabajo y que la postura y vestimenta del prócer no eran las adecuadas. Se tomó entonces en cuenta la propuesta del escultor francés Charles Raoul Verlet y en 1912 se dio inicio a la obra. El pedestal fue elaborado por Pascual Bergaglio, italiano que vivía en Cali por ese entonces.